# Glamourina
Glamourina (eller Glam) (född Natalia Grytsuk den 15 maj 1988 i Kiev i Ukraina) är en polsk modebloggare som skapar modekläder. Hennes blogg beskriver modekreationer som hon själv poserar i istället för att hyra en modell. En del av hennes klädstilar är skapade på uppdrag eller inför sponsrade evenemang. Utanför modeskapandet är Glamourina den huvudsakliga författaren till en språkkurs i ukrainska för polsktalande.

## Blogghistoria
Glamourina började blogga år 2011. Hennes blogg blev snart populär och fick uppmärksamhet av sponsorer. Hon började arbeta framförallt med polska webbaserade klädaffärer som ville publicera sina märken för hennes läsare. Efter några månader började hon bli inbjuden till många evenemang av polska och internationella företag.

## Mode
I juli 2011 inbjöd det australiensiska juvelföretaget Diva några polska bloggare till en professionell gatumodefotografering, där Glamourina och andra modebloggare skulle skapa en look med Divas juveler.
I september 2011 bjöd Gatta in några modebloggare till ett evenemang, där de skulle skapa en look med Gattas kollektion Joannahorodyńskagatta designad av Joanna Horodyńska.
I oktober 2011 deltog Glamourina i Warsaw Fashion Weekend, ett evenemang sponsrat av BlackBerry och Play, presenterat av den ryktbara modeskaparen Jola Czaja. Den här gången fick modeller presentera kläder på en catwalk, istället för att bloggarna själva presenterade kläderna.
Förutom att medverka i sådana evenemang, arbetar Glamourina med andra märken, bland andra Atlantic, skapar looker med kläder eller accessoarer för att sedan visa dem på sin blogg.